# Clarkia virgata
Clarkia virgata är en dunörtsväxtart som beskrevs av Edward Lee Greene. Clarkia virgata ingår i släktet clarkior, och familjen dunörtsväxter.

## Underarter
Arten delas in i följande underarter:
- C. v. australis
- C. v. virgata